# 学術の森
学術の森（がくじゅつのもり）は、日本学術講師会が運営する、無料の学習塾。

## 概要
代表者は日本学術講師会 代表取締役社長 中村信二。

本部は福岡県福岡市中央区天神に存在。
中学生・高校生が利用可能。

学習席を事前に予約でき、講師が常駐のため、生徒の質問に随時対応。

コピー機・冷暖房完備・給水器の水、お湯も無料で利用可能。
児童学習支援事業として、地元企業協賛の下、運営。

更にネットを使用したインターネット自宅学習システム『ｅ点ネット塾』を無料で開放し利用できる日本で初めての学習室。

## 沿革
- 2013年（平成25年） オープン

## 教室の運営形態
広さ100㎡に70席用意。

日曜・祝日除いて午前10時から午後9時まで開放。